# Болгаро-китайские отношения
Болгарско-китайские отношения — двусторонние дипломатические отношения между Болгарией и Китаем. Государства установили дипломатические отношения 4 октября 1949 года. В Пекине располагается посольство Болгарии. В Софии располагается посольство Китая.

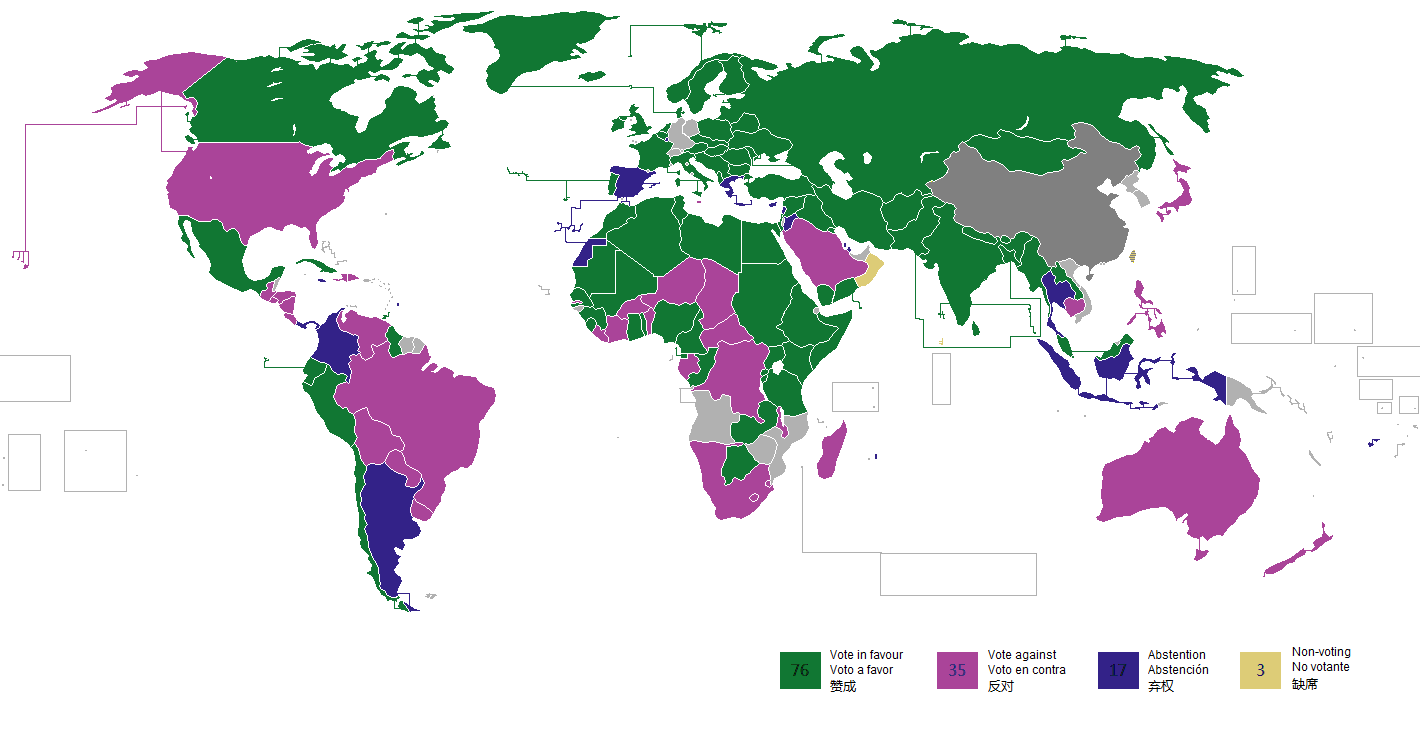
Зеленый цвет на картинке показывают страны, которые поддержали вступление Китайской Народной Республики в Организации Объединенных Наций, включая Болгарию.

## История

### Первая мировая война
Болгария, вступившая в 1915 году в блок центральных держав, и Китайская республика, вступившая в антигерманскую коалицию в 1917 году, были врагами в Первой мировой войне. Когда китайские рабочие узнали о капитуляции Болгарии, они присоединились к празднованию этой победы вместе с британскими офицерами, трижды скандируя «Ура!» в честь одержанной победы.

### Вторая мировая война
11 декабря 1941 года Китайская Республика объявила войну Германии, Италии и Японии, в связи с чем ввязав Болгарию в войну до тех пор, пока та не сдалась союзникам.

### Холодная война и современность
В 1960-х и 1970-х годах, в связи с ухудшением китайско-советских отношений, отношения между Китаем и Болгарией становились все более напряжёнными, и вскоре двусторонние контакты прекратились. Однако Болгария по-прежнему поддерживает вступление представительства Китайской Народной Республики в Организацию Объединенных Наций.